# Claudio Gomes
Pour les articles homonymes, voir Gomes.
Claudio Gomes, né le 23 juillet 2000 à Argenteuil en France, est un footballeur français qui évolue au poste de milieu défensif au Palerme FC.

## Biographie

### En club
Né à Argenteuil en France, Claudio Gomes commence le football dans le club local de l'ASC Val d'Argenteuil qui devient ensuite RFC Argenteuil, avant de rejoindre l'Évreux FC puis d'être formé au Paris Saint-Germain à partir de 2013. Considéré comme un joueur prometteur, il est notamment comparé à N'Golo Kanté et se distingue par sa maturité et son leadership. Il devient notamment champion de France avec les U17 du PSG lors de la saison 2016-2017.
Claudio Gomes rejoint finalement Manchester City en juillet 2018, signant son premier contrat professionnel avec le club mancunien sans avoir fait ses débuts au Paris Saint-Germain,. Il joue son premier match en professionnel dès le 5 août 2018, lors du Community Shield 2018 contre le Chelsea FC. Il entre en jeu à la place de John Stones et son équipe l'emporte par deux buts à zéro.
Le 31 août 2021, Claudio Gomes est prêté pour une saison au Barnsley FC.
Le 1er septembre 2022, Claudio Gomes s'engage en faveur du Palerme FC, en Série B, la deuxième division italienne. Le 4 décembre 2022, à l'occasion d'un match de championnat face à Benevento, il signe sa première passe décisive à destination de l'attaquant Matteo Brunori, qui permet à son club de s'imposer (0-1 score final). Il commence à enchaîner les matchs et à gagner la confiance de son entraîneur, Eugenio Corini.

### En sélection
De 2016 à 2017, Claudio Gomes représente l'équipe de France des moins de 17 ans, pour un total de seize matchs joués. Il participe avec cette sélection au championnat d'Europe des moins de 17 ans en 2017. Lors de cette compétition organisée en Croatie, il joue cinq matchs, en officiant une fois comme capitaine. La France se classe cinquième du tournoi, en battant la Hongrie lors du match de classement.
Il dispute ensuite quelques mois plus tard la Coupe du monde des moins de 17 ans qui se déroule en Inde. Lors du mondial junior, il joue quatre matchs, en officiant à trois reprises comme capitaine. Il se met en évidence lors de la phase de poule en marqueant un but contre la Nouvelle-Calédonie, puis en délivrant un passe décisive contre le Honduras. La France s'incline en huitièmes de finale face à l'Espagne.
De 2018 à 2019, Claudio Gomes représente l'équipe de France des moins de 19 ans pour un total de huit matchs joués. Il participe avec cette sélection au championnat d'Europe des moins de 19 ans en 2019. Il joue trois matchs lors de ce tournoi organisé en Arménie. Son équipe est éliminée en demi-finale par l'Espagne, après une séance de tirs au but.

## Palmarès
Manchester City
- Community Shield (1) :
  - Vainqueur : 2018.

## Statistiques
| Saison                | Club                  | Championnat             | Championnat | Championnat | Championnat | Coupe nationale | Coupe nationale | Coupe nationale | Coupe de la Ligue | Coupe de la Ligue | Coupe de la Ligue | Supercoupe | Supercoupe | Supercoupe | Compétition(s) continentale(s) | Compétition(s) continentale(s) | Compétition(s) continentale(s) | Compétition(s) continentale(s) | Total | Total | Total |
| Saison                | Club                  | Division                | M.          | B.          | P.d.        | M.              | B.              | P.d.            | M.                | B.                | P.d.              | M.         | B.         | P.d.       | Comp.                          | M.                             | B.                             | P.d.                           | M.    | B.    | P.d.  |
| 2018-2019             | Manchester City       | Premier League          | -           | -           | -           | -               | -               | -               | 1                 | 0                 | 0                 | 1          | 0          | 0          | C1                             | -                              | -                              | -                              | 2     | 0     | 0     |
| 2020-2021             | Manchester City       | Premier League          | -           | -           | -           | 1               | 0               | 0               | -                 | -                 | -                 | -          | -          | -          | C1                             | -                              | -                              | -                              | 1     | 0     | 0     |
| Sous-total            | Sous-total            | Sous-total              | -           | -           | -           | 1               | 0               | 0               | 1                 | 0                 | 0                 | 1          | 0          | 0          | -                              | -                              | -                              | -                              | 3     | 0     | 0     |
| 2019-2020             | Jong PSV (prêt)       | Keuken Kampioen Divisie | 21          | 0           | 1           | -               | -               | -               | -                 | -                 | -                 | -          | -          | -          | -                              | -                              | -                              | -                              | 21    | 0     | 1     |
| 2021-2022             | Barnsley FC (prêt)    | Championship            | 31          | 1           | 1           | 1               | 0               | 0               | -                 | -                 | -                 | -          | -          | -          | -                              | -                              | -                              | -                              | 32    | 1     | 1     |
| Sous-total            | Sous-total            | Sous-total              | 52          | 1           | 2           | 1               | 0               | 0               | -                 | -                 | -                 | -          | -          | -          | -                              | -                              | -                              | -                              | 53    | 1     | 2     |
| Total sur la carrière | Total sur la carrière | Total sur la carrière   | 52          | 1           | 2           | 2               | 0               | 0               | 1                 | 0                 | 0                 | 1          | 0          | 0          | -                              | -                              | -                              | -                              | 56    | 1     | 2     |